# 喬松年
乔松年（1815年—1875年），字鹤侪，山西徐沟（今清徐县）人。清朝政治人物。道光乙未進士。官至東河總督。

## 生平
乔松年为道光十五年（1835年）进士，授工部主事，再迁郎中。歷任松江府知府、蘇州府知府、两淮盐运使、江宁布政使、安徽巡抚、陕西巡抚、河东河道总督等职。光绪元年（1875年）卒，谥勤恪。《清史稿》有傳。

## 著作
著有《蘿藦亭傳記》8卷，《蘿藦亭遺詩》4卷等。

## 延伸阅读
[在维基数据编辑]
 在维基文库阅读此作者作品
 《清史稿·卷425》，出自趙爾巽《清史稿》

## 外部連結
- 喬松年 （页面存档备份，存于） 中研院史語所

| 官衔          | 官衔                      | 官衔          |
| ------------- | ------------------------- | ------------- |
| 前任： 蓝蔚雯 | 松江府知府 1853年－1854年 | 繼任： 丁国恩 |